# Каниаписко (река)
Каниаписко (на английски: Caniapiscau River) е река в Източна Канада, северната част на провинции Квебек, дясна съставяща на река Коксоак. Дължината ѝ е 737 км, която ѝ отрежда 33-то място в Канада.

## Географска характеристика

### Извор, течение, устие
Река Каниаписко изтича от езерото Севъстър, разположено в централната част на п-ов Лабрадор, на 52°32′23″ с. ш. 68°01′15″ з. д. / 52.539722° с. ш. 68.020833° з. д. и на 652 м н.в. В горното си течение до вливането си в язовира Каниаписко, реката тече на североизток, а след това на северозапад в широка и гориста ледникова долина, като минава последователно през девет проточни езера.
След като изтече от язовира се насочва на североизток, преминава през няколко каньона, най-впечатляващият от които е Итън 55°33′23″ с. ш. 68°12′15″ з. д. / 55.556389° с. ш. 68.204167° з. д. и завива на северозапад, а след това на север. След като премине през дългото и тясно езеро Камприан Каниаписко отново навлиза в поредица от четири каньона и водопади, по-големи от които са Шист, Пирит и Лаймстоун. На 57°40′31″ с. ш. 69°28′56″ з. д. / 57.675278° с. ш. 69.482222° з. д. и 14 м н.в. река Каниаписко се съединява отляво с река Ривиер о Мельоз и дава началото на река Коксоак, вливаща се в залива Унгава.

## Водосборен басейн, хидротехнически съоръжения, притоци
В резултат от осъществяването на проекта „Залив Джеймс“ бившите езера Каниаписко и Делорм са преградени с дълга преградна стена, като площта им се увеличава близо 9 пъти и достига до 4318 км2. Образувалият се язовир Каниаписко запълва ограмна депресия с ледников произход и около 45% от оттока на река Каниаписко се насочва на запад към басейна на река Ла Гранд за подхранвана на системата от ВЕЦ-ве по течението ѝ. В резултат от това басейнът на река Каниаписко се намалява с около 40% и става 47 711 км2.
Основни притоци на река Каниаписко са:
- Сабъл (десен)
- Гудвуд (десен)
- Серини (ляв)
- Понс (ляв)
- Шуампи Бей (десен)
- Ситуравиуп (десен)

### Хидроложки показатели
Максималният отток на реката е през юни и юли, а минималния през февруари-март. Снежно-дъждовно подхранване. От ноември до края на април-началото на май реката замръзва.

## Етимология, откриване и изследване на реката
В превод от езика на индианците кри обитаващи горното и средното течение на реката името на реката означава „планинско място“, а инуитското (ескимоско) название е Адлаит Куунга или Аллаит Куунга, което значи „Индианска река“.
През 1820 г. служителят на Компанията „Хъдсън Бей“, търгуваща с ценни животински кожи Джеймс Клоустън извършва първото спускане по реката и на изработената от него схематична карта я отбелязва под името Каниапуско (Caniapuskaw), а осем години по-късно друг сужител на Компанията Уилям Хендри я отбелязва като Канниапуско (Canniapuskaw).
За първи път реката е изследвана, топографски заснета и картирана през 1893 г. от канадския геолог Албърт Питър Лоу, който я отбелязва под сегашното ѝ название Каниаписко (Kaniapiskau). Сегашното английско изписване Caniapiscau River се утвърждава в средата на 20 век.